# D♯ (音名)
D♯（D-sharp）是D的一個半音之上，E的一個半音之下。因此，D♯與E♭異名同音。D♯在法語裏是第四個唱名，稱為ré dièse。
在十二平均律中，如果中央C之上的A的頻率是440Hz，那D♯4（中央C之上的D♯）的頻率就是大約311.13 Hz。（參見音高。）

## 十二律
D♯ 在十二律中对应夹钟。